# Tyaughton Lake
Tyaughton Lake är en sjö i Kanada.   Den ligger i provinsen British Columbia, i den sydvästra delen av landet, 3 500 km väster om huvudstaden Ottawa. Tyaughton Lake ligger 995 meter över havet. Arean är 0,95 kvadratkilometer. Den sträcker sig 2,7 kilometer i nord-sydlig riktning, och 2,0 kilometer i öst-västlig riktning.
I omgivningarna runt Tyaughton Lake växer i huvudsak barrskog. Trakten runt Tyaughton Lake är nära nog obefolkad, med mindre än två invånare per kvadratkilometer.